# Olga Bończyk
Olga Bończyk z domu Bocek (ur. 16 stycznia 1968 we Wrocławiu) – polska aktorka teatralna, filmowa i wokalistka. Związana m.in. z teatrami: Piosenki we Wrocławiu; Rampa, „Roma”, Kamienica, Projekt Teatr Warszawa, teatrem impresaryjnym Ale! Teatr i teatrem „Capitol” w Warszawie. Wraz z czołowymi polskimi jazzowymi muzykami koncertuje z autorskimi recitalami, m.in. „Piąta rano” i „Piosenki z klasą”.

## Życiorys
Ukończyła wrocławską Państwową Szkołę Muzyczną I i II stopnia im. K. Szymanowskiego w klasie fortepianu oraz jest absolwentką wydziału wokalno-aktorskiego Akademii Muzycznej we Wrocławiu. W 1999 wzięła udział w koncercie „Debiuty” podczas 36. Krajowego Festiwalu Polskiej Piosenki w Opolu.
W październiku 2006 została ambasadorem projektu „Dźwięki Marzeń” realizowanego przez Fundację Grupy TP. W 2007 w TVP2 prowadziła program SmaczneGO!, a w 2008 zajęła czwarte miejsce w trzeciej edycji programu Jak oni śpiewają. W 2012 zdobyła pierwszą nagrodę konkursu „Profesjonaliści Forbesa 2012” oraz poprowadziła cykl On/a ma kota emitowany w programie Pytanie na śniadanie. W 2013 z utworem „Nie zatrzymuj się” wzięła udział w koncercie SuperPremiery podczas 50. KFPP w Opolu. Piosenką promowała swój album pt. Piąta rano. W 2014 została współprowadzącą programu Ocalić świat na antenie TVP1. Jesienią 2016 wzięła udział w kulinarnym programie Polsatu Top Chef. Gwiazdy od kuchni.
Przez wiele lat koncertowała z zespołem Spirituals Singers Band. Od 2021 należy do kabaretu PanDemon.
Jesienią 2024 uczestniczyła w 15. edycji programu Dancing with the Stars. Taniec z gwiazdami w Polsacie. Partnerem Olgi był Marcin Zaprawa. Para odpadła w 2 odcinku zajmując 12 miejsce.

## Życie prywatne
Przez siedem lat była żoną aktora Jacka Bończyka, a przez dwa lata Tomasza Gorazdowskiego, dziennikarza radiowej Trójki. Zna język migowy (oboje jej rodzice byli niesłyszący). Jej starszy o cztery lata brat, Mirosław Bocek, jest koncertmistrzem (II skrzypce) w orkiestrze Agnieszki Duczmal.
Jest ambasadorką akcji profilaktyki raka piersi „Zdrowy Nawyk – Zdrowe Piersi”. Była twarzą marki Art Deco. Jest ambasadorką marki RevitaLash. Jako matka chrzestna dokonała odsłonięcia pomnika kota niezależnego Cyryla na warszawskim Gocławiu.

## Filmografia
- 2000: Twarze i maski – aktorka śpiewająca w lokalu (odc. 2)
- 2001–2010: Na dobre i na złe – doktor Edyta Kuszyńska, anestezjolog na Oddziale Ratownictwa Medycznego
- 2003: Zrozumieć świat – mama Agaty (odc. 8 i 9)
- 2004: Czego się boją faceci, czyli seks w mniejszym mieście – Aneta (seria II, odc. 13)
- 2004: Serce gór – Heather
- 2005: Pensjonat pod Różą – Katarzyna, matka Marcela (odc. 56 i 57)
- 2010: Miłość nad rozlewiskiem – matka Pauli (odc. 10)
- 2014: Prawo Agaty – Magdalena Tulińska, żona mecenasa Tulińskiego
- od 2016: Barwy szczęścia – Sylwia Paszkowska
- od 2016: Ojciec Mateusz:
  - Irena (odc. 188),
  - Ewa (odc. 261)
- 2017: Lekarze na start – Aurelia Mazur, matka Marcina i Michała (odc. 14)
- 2018: Kler – Ofiara
- od 2020: Na Wspólnej  – Dorota Larkowska-Alex
- 2020: Leśniczówka – Adelajda
- 2021: Komisarz Mama – Bożena Mateja (odc. 4)
- od 2021: Pierwsza miłość – Izabela Nowaczyk, matka Kacpra

## Role teatralne
- 1997: Zwierzęta Doktora Doolitle – rola Sary, Teatr Rampa
- 1998: Myszy, koty, niedźwiedzie... – Teatr Staromiejski w Warszawie
- 1999: Bracia Krwi – rola Lindy, Teatr Rampa
- 1999: Bajka o smoku Obiboku – rola Księżniczki, Teatr Staromiejski
- 2000: Miss Sajgon – rola Gigi, Teatr Roma
- 2003: Wielka Woda – rola Agnieszki Osieckiej, Teatr Rampa
- 2004: Sztukmistrz z Lublina – rola Estery, Teatr Rampa
- 2004: Sztuka Kochania, czyli serdeczne porachunki – rola Ewy, Teatr na Woli
- 2005: Kofta – Teatr Buffo
- 2007: George & Ira Gershwin – Teatr Piosenki we Wrocławiu
- 2007: Swing – Teatr Piosenki we Wrocławiu.
- 2008: Some Girl(s) – Teatr Kamienica w Warszawie.
- 2008: Pomalu, a jeszcze raz! – Teatr „Capitol” w Warszawie
- 2009: George & Ira Gershwin – Teatr Bajka w Warszawie
- 2010: Zdobyć, utrzymać, porzucić – „Nova Scena” Teatru Roma w Warszawie
- 2011: Za rok o tej samej porze – Teatr Kamienica, rola Doris
- 2011: Ptaszek – Teatr Kamienica
- 2012: Trójka do potęgi – Teatr Syrena
- 2013: Jest ktoś kto kocha – Projekt Teatr Warszawa
- 2013: Się kochamy – Ale!TEATR
- 2015: Pomalu a jeszcze raz! – Teatr „Capitol” w Warszawie
- 2016: Zdobyć, utrzymać, porzucić – Teatr „Capitol” w Warszawie
- 2016: Pozory mylą – rola pokojówki, spektakl wyjazdowy[4]
- 2016: Rozstania i powroty. Zdobyć, utrzymać, porzucić 2 – Teatr „Capitol” w Warszawie
- 2019: O co biega – panna Skillon, Teatr „Capitol” w Warszawie
- 2020: Atrakcyjna Wdowa – Tytułowa rola Bobby, Teatr „Komedia” w Warszawie
- 2020: Abonament na szczęście – główna rola Agnieszki Osieckiej, Scena Relax w Warszawie

## Polski dubbing
- Kubuś Puchatek i miododajne drzewo (1966) – chór
- Wiatrodzień Kubusia Puchatka (1968) – chór
- Nowy Scooby Doo (1972–1973)
- Kubuś Puchatek i rozbrykany Tygrys (1974) – chór
- Przygody Kubusia Puchatka (1977) – chór
- 1983–1985: Malusińscy – Helen
- 1985: Asterix kontra Cezar – Falbala
- 1985–1988: Troskliwe misie
- 1986: Kucyki i przyjaciele – Megan
- 1986: Amerykańska opowieść – wykonanie piosenek
- 1987: Jetsonowie spotykają Flintstonów – wykonanie piosenki
- 1988: Złych czterech i pies Huckleberry – Lulu
- 1989: Wszystkie psy idą do nieba – wykonanie piosenek
- 1991: Bingo
- 1991–1992: Eerie, Indiana – matka Todda
- 1992–1997: Kot Ik! – Annabelle, Amelia (odc. 33)
- 1992–1995: Świat królika Piotrusia i jego przyjaciół
- 1992: Kometa nad Doliną Muminków – wykonanie piosenki
- 1993: Miasto, o którym zapomniał święty Mikołaj
- 1993: Złodziej z Bagdadu – księżniczka Yum-Yum
- 1994: Aladyn: Powrót Dżafara – Dżasmina oraz wykonanie piosenek
- 1994: Księżniczka łabędzi – Odetta
- 1994: Superświnka – siostra Nanako
- 1994–1995: Aladyn – Dżasmina
- 1994–1996: Iron Man: Obrońca dobra
- 1994–1998: Magiczny autobus – nauczycielka Waleria Loczek
- 1995–1998: Świat według Ludwiczka – Jeannie Harper (I i II seria)
- 1995: Nowe przygody Madeline
- 1995: Aladyn i król złodziei – Dżasmina
- 1995: Babe – świnka z klasą – Owca
- 1995–1997: Freakazoid! – śpiew
- 1996: Wszystkie psy idą do nieba 2 – Sasha; wykonanie piosenek
- 1996: Szczęśliwy dzień
- 1996: Hej Arnold! – Helga Pataki (stary dubbing)
- 1996–2003: Laboratorium Dextera – mama
- 1997: Herkules – wykonanie piosenek
- 1997: Flojd
- 1997: Księżniczka łabędzi II: Tajemnica zamku – Odetta
- 1997: Księżniczka Sissi – Ida Ferency
- 1997–2004: Johnny Bravo
- 1997–2000: Jam Łasica – dziewczyna Łasicy
- 1997–2007: Niedźwiedź w dużym niebieskim domu – zjawa
- 1997–2002: Daria
- 1997: Mały Elvis i przyjaciele – Janet
- 1998: Księżniczka łabędzi III: Skarb czarnoksiężnika – Odetta
- 1998: Książę Egiptu – wykonanie piosenek
- 1998: Babe – świnka w mieście – Zootie
- 1998: Król lew 2: Czas Simby – Kiara (śpiew)
- 1998–1999: Tajne akta Psiej Agencji – Mitzy; Erin
- 1998: Gruby pies Mendoza – Polly; Ester
- 1998–2001: Blokersi – śpiew
- 1999–2014: Świat Elmo – Martin
- 1999: Wszyscy moi bliscy – Irma
- 2000: Królowie i królowe – królowa Buzi-Buzi
- 2001–2008: Café Myszka – Dżasmina
- 2001: Spirited Away: W krainie bogów – Yūko Ogino, matka Chihiro
- 2001–2007: Król Maciuś Pierwszy – śpiew
- 2002: Księżniczka na ziarnku grochu – Marianna
- 2002: Tytus, Romek i A’Tomek wśród złodziei marzeń – dziewczynka
- 2002–2003: He-Man i władcy wszechświata – Teela
- 2003: Sindbad: Legenda siedmiu mórz – Marina
- 2003: Old School: Niezaliczona – Marissa
- 2003: Wiedźma Chrzestna – Marie
- 2004: Mickey i Czarodziejska Fasolka – magiczna harfa
- 2004: Mulan II – Ting Ting
- 2004–2006: Świat Todda – Stefcia
- 2004: Dom dla Zmyślonych Przyjaciół pani Foster – wykonanie piosenki w odcinku świątecznym – „Zagubiony Mikołaj”
- 2005: Harcerz Lazlo – pani Lumpus (w odcinku 3a)
- 2006–2009: H2O – wystarczy kropla – pani Tylor (odc. 58)
- 2007: Opowieści Mamy Mirabelle – mama Mirabelle
- 2007: Pradawny ląd – Kaczusia
- 2007: Power Rangers: Super legendy – Trakeena
- 2008: Viva High School Musical Meksyk: Pojedynek – Luli Casas del Campo
- 2008: Viva High School Musical Argentyna
- 2008–2014: Pingwiny z Madagaskaru – Ronda
- 2009–2014: Dinopociąg – pani Pteranodon
- 2011: Przygody Tintina – Bianca Castafiore
- 2013: Kraina lodu – Królowa
- 2014: Diablo III: Reaper of Souls – Melaina

## Dyskografia

### Albumy solowe
| Tytuł                       | Dane dot. albumu                                            | Pozycja na liście |
| Tytuł                       | Dane dot. albumu                                            | POL               |
| --------------------------- | ----------------------------------------------------------- | ----------------- |
| Kolędy Olgi Bończyk         | - Data: 15 grudnia 2003 - Wydawca: Art Zone                 | –                 |
| Piosenki z klasą            | - Data: 1 stycznia 2005 - Wydawca: Agencja Artystyczna MTJ  | 44                |
| Listy z daleka              | - Data: 21 listopada 2011 - Wydawca: Warner Music Poland    | –                 |
| Piąta rano                  | - Data: 4 listopada 2013 - Wydawca: Agencja Artystyczna MTJ | –                 |
| Ślady miłości               | - Data: 26 marca 2024 - Wydawca: Artmusic                   | –                 |
| Wracam                      | - Płyta w przygotowaniu                                     |                   |
| „–” album nie był notowany. |                                                             |                   |

### Współpraca
| Tytuł                                                                                 | Dane dot. albumu                                             | Pozycja na liście |
| Tytuł                                                                                 | Dane dot. albumu                                             | POL               |
| ------------------------------------------------------------------------------------- | ------------------------------------------------------------ | ----------------- |
| Księgi (oraz operacja Logos)                                                          | - Data: 2002 - Wydawca: Rhema                                | –                 |
| Sztuka kochania, czyli serdeczne porachunki (oraz Dariusz Kordek)                     | - Data: 4 października 2004 - Wydawca: Warner Music Poland   | –                 |
| Gwiazdo świeć, kolędo leć (oraz Alicja Majewska, Zbigniew Wodecki, Włodzimierz Korcz) | - Data: 2014 - Wydawca: Art Music                            | –                 |
| ...kolędują (oraz Alicja Majewska, Zbigniew Wodecki, Włodzimierz Korcz)               | - Data: 30 listopada 2018 - Wydawca: Agencja Artystyczna MTJ | 33                |
| „–” album nie był notowany.                                                           |                                                              |                   |